# Load
Load je šesti studijski album američkog treš metal benda Metalika. Producent albuma je Bob Rok. Izdala ga je Electra Records 1996. godine. Po trajanju je najduži studijski album u karijeri grupe.

## Pesme
1. "Ain't My Bitch"
2. "2 × 4"
3. "The House Jack Built"
4. "Until It Sleeps"
5. "King Nothing"
6. "Hero of the Day"
7. "Bleeding Me"
8. "Cure"
9. "Poor Twisted Me"
10. "Wasting My Hate"
11. "Mama Said"
12. "Thorn Within"
13. "Ronnie"
14. "The Outlaw Torn"

## Postava benda
- Džejms Hetfild - vokal, ritam gitara
- Kirk Hamet — gitara
- Lars Ulrih — bubnjevi, udaraljke
- Džejson Njusted - bas-gitara